# K2-187
K2-187, även känd som EPIC 212157262, är en ensam stjärna i mellersta delen av stjärnbilden Kräftan. Den har en skenbar magnitud av ca 12,86 och kräver ett kraftfullt teleskop för att kunna observeras. Baserat på parallax enligt Gaia Data Release 2 på ca 3,0 mas, beräknas den befinna sig på ett avstånd på ca 1 090 ljusår (ca 334 parsek) från solen.

## Egenskaper
K2-187 är en gul till vit solliknande stjärna i huvudserien av spektralklass G. Den har en massa som är ungefär lika med en solmassa, en radie som är ca 0,9 solradie och har en effektiv temperatur av ca 5 500 K.

## Planetsystem
K2-187 har minst fyra bekräftade exoplaneter, två superjordar, en het Neptunus och en minineptunus. Alla fyra planeterna är nästan i resonans med varandra och är alldeles för heta för att vara värd för liv. Den innersta planeten har bara 18 timmars omloppsperiod, medan den yttersta planeten har en period av två veckor.
| Planet | Massa | Halv storaxel (AE) | Siderisk omloppstid (d)      | Excentricitet | Inklination             | Radie          |
| ------ | ----- | ------------------ | ---------------------------- | ------------- | ----------------------- | -------------- |
| b      | -     | 0,016322           | 0,773981 +0,000052−0,000050  | -             | 81,930 ± +5,825−11,735° | 1,30 ± 0,13 R🜨 |
| c      | -     | 0,0391185          | 2,871788 +0,000256−0,000257  | -             | >86,067 +2,837−6,999 °  | 1,80 ± 0,14 R🜨 |
| d      | -     | 0,0718533          | 7,149079 +0,000360−0,000372  | -             | >87,483 +1,887−3,904 °  | 3,17 ± 0,18 R🜨 |
| e      | -     | 0,11036            | 13,608341 +0,001661−0,001580 | -             | >88,970 +0,751−1,318 °  | 2,38 ± 0,18 R🜨 |